# Eragrostis guatemalensis
Eragrostis guatemalensis är en gräsart som beskrevs av Withersp. Eragrostis guatemalensis ingår i släktet kärleksgrässläktet, och familjen gräs. Inga underarter finns listade i Catalogue of Life.